# Hoplodrina straminea
Hoplodrina straminea är en fjärilsart som beskrevs av Hans Zerny 1934. Hoplodrina straminea ingår i släktet Hoplodrina och familjen nattflyn. Inga underarter finns listade i Catalogue of Life.